# 鮫島浩 (ジャーナリスト)
鮫島 浩（さめじま ひろし、1971年 - ）は、日本のジャーナリスト。元朝日新聞社の新聞記者。同社の特別報道部デスクとして、2013年度の日本新聞協会賞を受賞。2021年に退社し、ウェブメディア「SAMEJIMA TIMES」を立ち上げた。

## 来歴・人物
兵庫県神戸市生まれ。母子家庭で育ち、小学6年生までは尼崎市に住んだ。奨学金を得て香川県立高松高等学校に進学。2年生での同級生に小川淳也がいた。進学先を決める時期にさしかかったとき、小川は校長に「鮫島に東京大学に行ってもらうよう説得してくれ」と頼まれるが、関西圏指向の強かった鮫島は小川の勧めを固辞し、1990年に京都大学法学部に入学した。入学当初はトイレも水道もない家賃1万円の下宿で生活した。いくつかの会社から内定を受け、そのうちの朝日新聞社を断り、新日本製鐵を選んだ。社員の一人からは何度も呼び出され「君と一緒に仕事をしたい」と口説かれた。しかし、次第に「ビジネスの世界に身を投じることへの抵抗感」が湧き起こり、内定を断った各社に打診したところ、唯一「今からでも来ていい」と答えたのが朝日新聞社であった。
1994年4月、朝日新聞社に入社。初任地は茨城県のつくば支局であった。水戸、浦和の各支局に赴任。
1999年春、浦和支局長の橘優の推薦により、政治部に移動。特ダネ政治記者として知られていた橘は半年後、順当に政治部長となった。
番記者として、菅直人、竹中平蔵、古賀誠、与謝野馨、町村信孝ら、与野党政治家を幅広く担当した。
2010年4月、政治部長に渡辺勉が就任。鮫島は政治部から特別報道センターに異動。同年6月2日、鳩山由紀夫首相が退陣を表明し、6月8日に菅直人が首相に就任した。7月、渡辺は「民主党の政局が激しくなるので政治部に9月に戻ってもらう」と鮫島に告げ、9月下旬に鮫島は政治部次長（デスク）に抜擢された。キャップさえも経験していない30代の記者のデスク就任は異例であった。
2012年6月、特別報道部デスクに就任。福島第一原子力発電所事故における「被曝隠し」の調査報道を主導。同年7月21日朝刊1面のスクープ記事を皮切りに、取材班は原発作業員の劣悪な労働環境に迫るキャンペーンを続けた。
2013年1月初旬には、「手抜き除染横行」のスクープを報道。鮫島は証拠として動画や写真を朝日新聞のサイトで公開し、反響が広がった。
同年10月16日、新聞大会が開かれ、「手抜き除染」報道は日本新聞協会賞（編集部門）を受賞した。

### 吉田調書報道
2014年2月、特別報道部の市川誠一部長に呼び出され、木村英昭記者がいわゆる吉田調書を入手したことを知らされる。鮫島はデスクとして、木村、宮崎知己の取材チームに堀内京子を加わらせた。同年5月20日、「政府事故調の『吉田調書』入手／所長命令に違反 原発撤退」との見出しが朝刊一面に載る。この日の夜、鮫島は本社8階にあるローソンに夜食を買いに行ったところ、店内に入った途端、社員たちに取り囲まれ握手攻めにあったとのちに自著の中で綴っている。
同年6月から「待機命令を知らずに退避したのを命令違反と言えるのか」という指摘が出始める。鮫島は第一報の説明不足や不十分な表現を補うため、読者に丁寧に説明する特集紙面をつくることを会社側に提案した。編集局長の渡辺勉は了承するも、役員の反対に遭って紙面化は実現しなかった。社長の木村伊量が吉田調書スクープを新聞協会賞に申請すると意気込んでいたため、第一報を修正するような続報は出せないという説明がなされた。
同年8月5日、朝日新聞社は従軍慰安婦問題を巡る報道について、吉田清治の証言を虚偽と判断し、過去の記事16本を取り消した。9月2日、「週刊文春」電子版が「池上彰が朝日新聞8月29日朝刊掲載予定であったコラムに朝日新聞の対応の遅さを批判する原稿を寄せたところ、木村が激怒し、コラム掲載を拒否した」とする記事を配信。各紙の吉田調書報道批判とあわせ、朝日バッシングは頂点に達した。9月11日、木村は記者会見し、吉田調書報道を誤報と認め、「関係者を厳正に処罰する」「経営トップとしての私の責任も逃れられない」と述べた。鮫島は同年12月5日付で懲戒処分を受け、記者職を解かれ、知的財産室へ異動となった。
2016年9月、記者職に復帰し、編集局GLOBE編集部に配属。2018年、言論サイト「WEBRONZA」の再建に関わる。同サイトは2019年4月15日にリニューアルし、名前も「論座」に変わった。
2019年7月12日、れいわ新選組は街頭演説を含むイベント「れいわ祭」を品川駅港南口で開催。たまたまこれを見た鮫島は、参院選候補者の木村英子の演説に感銘を受ける。「政治記者としてこれまで数え切れないほど街頭演説を聞いてきましたが、泣いてしまうなんて初めての体験でした」とこのときのことをのちに明かしている。

### フリーランスへ
2021年2月、早期退職の書類を会社に提出。同年2月28日、ウェブサイト「SAMEJIMA TIMES」を立ち上げた。5月31日付で退職。同年6月22日発売の「サンデー毎日」7月4日号から、政局・政界に関するコラムを不定期で執筆。
2022年5月27日、初めての著書『朝日新聞政治部』を出版。同書は初日に3刷、3万部を超え、話題となった。トーハン同年6月期月間ベストセラーにおいて「ノンフィクション・ライトエッセイ」部門で7位を記録した。
同年6月22日、第26回参議院議員通常選挙が公示。れいわ新選組のYouTube公式チャンネルに、鮫島のほか、白井聡、内田樹、想田和弘ら、計10人の動画応援メッセージがそれぞれ掲載される。鮫島は自身が行ってきた政治報道に対する反省の言葉を述べつつ、視聴者に向けて同党への支援ならびに投票を訴えた。

## 著書
- 鮫島浩『朝日新聞政治部』講談社、2022年5月27日。ISBN 978-4065280348。
- 泉房穂、鮫島浩『政治はケンカだ! 明石市長の12年』講談社、2023年5月1日。ISBN 978-4065318997。
- 鮫島浩（聞き手、白崎一裕）『あきらめない政治　ジャーナリズムからの政治入門』2024年６月２０日。那須里山舎。ISBN　978-4-909515-10-0